# Ремыга, Александр Викторович
Александр Викторович Ремыга (2 февраля 1952 — 2 декабря 1993) — художник

## Образование и творчество
- 1975 г. — окончил Московский государственный педагогический институт им. В. И. Ленина, художественно-графический факультет (кафедра живописи. Руководитель дипломного проекта — академик В. П. Ефанов. Дипломная работа — «Женский портрет»).
- 1975 г. — Член молодёжного объединения Союза художников
- 1975 г. — Преподаватель средней школы
- 1976 г. — Преподаватель художественной школы,

преподаватель на кафедре живописи МГПИ.
- 1980 г. — Комбинат художественных работ, г. Химки, МО, живописец
- 1987 г. — Вступление в Союз художников России

Участие в выставках:
- 1975 г. — Х молодёжная выставка, г. Москва
- 1975—1987 гг. — молодёжные выставки(Подмосковье)
- Зональные выставки «Подмосковье» РСФСР
- Всесоюзные молодёжные выставки:
  - г. Москва, Академия художеств СССР

1987—1991 гг.:
- - Персональная выставка в «Доме учёных», г. Пущино, МО
  - Выставки, проводимые «Независимой галереей» в Германии, Англии.
  - Групповая выставка: Ремыга А., Опара В., г. Москва
  - Выставка «4+7»(Агафонова Е., Степашкин В., Ремыга А., Опара В.), Центральный Дом Художника, г. Москва
- La TRADITION RUSSE (DROUOT-RICHELIEU), Париж, 1990 г.
- L’ART RUSSE, Париж, 1991 г.
- 1990, 1991 г. — Выставка в г. Стамбул, Турция (Художественный Фонд России).

«Фотоцентр» на Гоголевском бульваре
- 1992 г. Персональная выставка «Сигма-ритм», г. Москва, ул. Варварка.
- 1992 г. Выставка группы «Молот», Центральный выставочный зал «Манеж». г. Москва.
- 1992 г. Выставки галереи «АЛГО»:
  - Центр ЭВМ, г. Москва
  - Парламентский Центр России, Лига независимых ученых, г. Москва
  - Выставка, посвященная встрече российско-германского космического экипажа, Звездный городок, МО.
  - Выставка «500 лет русско-турецких отношений», г. Стамбул, Турция.
  - Выставка «Русская масленица», г. Москва.
  - Экспозиция на международной встрече «Московский Weekend», Центр международной торговли г. Москва
  - Выставка в выставочном зале «Богородское», г. Москва
- 1993 г. — Персональная выставка в «Госфильмофонде», г. Москва

Работы художника приобретены Академией художеств СССР, Министерством культуры, Художественным фондом РСФСР, Союзом художников России, фирмами и частными коллекционерами Германии, Франции, Польши, ЧСФР, Финляндии, Турции, Италии, Англии, США, Канады, России, СНГ.

## Характеристика творчества
Александр Ремыга начинал свой творческий путь в жанре портрета. Уже в самых
ранних произведениях отчетливо проявились существенные особенности его дарования.
Поэтичность образного строя портретов, эмоциональная насыщенность и красота колорита свидетельствовали о больших потенциальных возможностях молодого художника.
Настойчивое стремление постичь, глубоко прочувствовать внутреннюю сущность видимого предметного мира, его истоки, духовные корни способствовало быстрому становлению
творческой индивидуальности художника-мыслителя.
В каком бы жанре он ни работал, видимая, предметная сторона жизни, с которой люди
связаны в своей повседневной практике, как бы отступает перед наполняющей её одухотворенностью. Его картины-всегда победа духа над материей.
Эжен Фромантен определяет живопись как искусство делать видимым невидимое. Эти слова французского романтика как нельзя лучше подходят к творчеству Ремыги. Живопись для него не только возможность создавать вещи — рукотворные произведения, способные дарить людям душевный подъём, но и удивительно эффективная форма мышления. Через богатство ассоциаций, рождающихся при соприкосновении с миром цвета, линий, причудливых отношений плоскости и пространства, конкретных образов и беспредметных
структур, художник в значительной мере интуитивно, и в меньшей-рационально, постигает
сферу отношений, не видимых глазу. При этом, он как бы задает вопросы зрителю, ставит
его перед загадочным, таинственным, возбуждающим познавательные и эстетические
импульсы.
Органичность искусства Ремыги в том, что между реалистическими портретами, натюрмортами, пейзажами и его беспредметными композициями нет противостояния.
Художник естественно переходит из одних измерений в другие. Во всех работах чувствуется
строгий логический контроль в соподчиненности конкретных образов и изобразительных
метафор.
Особо следует отметить его способность создавать цельные симфонии цвета, почти не
повторяясь: то выдержанные в холодной гамме /«Испуг»/, то в теплой/«Голос»/ или пламенно
горячей. В другом холсте собраны бесконечные переливы и переходы густых насыщенных
тонов, как в россыпях самоцветов/ «Птица огня»/. Цвет в картинах художника часто сам
излучает свет, струящийся /«Цветение папоротника»/ или вспыхивающий из глубины
колорита/«Астральный букет»/.
Ремыга объясняет суть своей художественной концепции так:
«Расширять восприятие за границы известной окружающей действительности. Посредством
цвета и формы почувствовать шире идею мира и обобщить его рационально не обобщаемые
моменты».
В последние годы побудительный стимул в решении своих задач Ремыга нашёл в
открытии для себя удивительных книг современного американского ученого-антрополога
Карлоса Кастанеды. Изучаемый им мир мексиканской магии для художника оказался сродни
миру художественного познания тайны бытия. Это влияние сказалось в названиях и образных
мотивах картин, а чаще — в сложной эмоциональной основе их интонационного звучания. В них
нет дани экзотике или стилизации под древнемексиканское искусство. Ремыга во всем
самостоятелен. Жизнь его картин — это борьба, радость и печаль его души, стремящейся к
бесконечному.